# Euphyia bifusata
Euphyia bifusata là một loài bướm đêm trong họ Geometridae.